# Asura insularis
Asura insularis är en fjärilsart som beskrevs av Rothschild 1913. Asura insularis ingår i släktet Asura och familjen björnspinnare. Inga underarter finns listade i Catalogue of Life.